# Hydriastele
Genre
Classification phylogénétique
Espèces de rang inférieur
- Voir le texte

Hydriastele est un genre de palmier, de la famille des Arecaceae, que l'on peut trouver en Australie, Nouvelle-Zélande, Mélanésie, Polynésie et Asie du Sud.
Ce genre possède un nombre important d'appellations synonymes :
- Kentia Blume
- Gronophyllum Scheff.
- Nengella Becc.
- Adelonenga (Becc.) Hook.f.
- Gulubia Becc.
- Leptophoenix Becc.
- Gulubiopsis Becc.
- Siphokentia Burret
- Paragulubia Burret

## Classification
- Sous-famille des Arecoideae
  - Tribu des Areceae

## Espèces
Ce genre contient beaucoup d'espèces. La liste n'est pas forcément exhaustive et peut être sujet à variation selon les critères d'interprétation de la taxonomie.
- Hydriastele affinis (Becc.) W.J.Baker & Loo, Kew Bull. 59: 62 (2004).
- Hydriastele aprica (B.E.Young) W.J.Baker & Loo, Kew Bull. 59: 62 (2004).
- Hydriastele beccariana Burret, Repert. Spec. Nov. Regni Veg. 24: 292 (1928).
- Hydriastele beguinii (Burret) W.J.Baker & Loo, Kew Bull. 59: 62 (2004).
- Hydriastele boumae W.J.Baker & D.Watling, Kew Bull. 59: 62 (2004).
- Hydriastele brassii (Burret) W.J.Baker & Loo, Kew Bull. 59: 63 (2004).
- Hydriastele cariosa (Dowe & M.D.Ferrero) W.J.Baker & Loo, Kew Bull. 59: 63 (2004).
- Hydriastele carrii Burret, Notizbl. Bot. Gart. Berlin-Dahlem 13: 326 (1936).
- Hydriastele chaunostachys (Burret) W.J.Baker & Loo, Kew Bull. 59: 63 (2004).
- Hydriastele costata F.M.Bailey, Queensland Agric. J. 2: 129 (1898).
- Hydriastele cyclopensis (Essig & B.E.Young) W.J.Baker & Loo, Kew Bull. 59: 64 (2004).
- Hydriastele cylindrocarpa (Becc.) W.J.Baker & Loo, Kew Bull. 59: 64 (2004).
- Hydriastele dransfieldii (Hambali & al.) W.J.Baker & Loo, Kew Bull. 59: 64 (2004).
- Hydriastele flabellata (Becc.) W.J.Baker & Loo, Kew Bull. 59: 64 (2004).
- Hydriastele geelvinkiana (Becc.) Burret, Notizbl. Bot. Gart. Berlin-Dahlem 13: 484 (1937).
- Hydriastele gibbsiana (Becc.) W.J.Baker & Loo, Kew Bull. 59: 65 (2004).
- Hydriastele gracilis (Burret) W.J.Baker & Loo, Kew Bull. 59: 65 (2004).
- Hydriastele hombronii (Becc.) W.J.Baker & Loo, Kew Bull. 59: 65 (2004).
- Hydriastele kasesa (Lauterb.) Burret, Notizbl. Bot. Gart. Berlin-Dahlem 13: 484 (1937).
- Hydriastele kjellbergii (Burret) W.J.Baker & Loo, Kew Bull. 59: 65 (2004).
- Hydriastele ledermanniana (Becc.) W.J.Baker & Loo, Kew Bull. 59: 65 (2004).
- Hydriastele lepidota Burret, J. Arnold Arbor. 20: 204 (1939).
- Hydriastele longispatha (Becc.) W.J.Baker & Loo, Kew Bull. 59: 65 (2004).
- Hydriastele lurida (Becc.) W.J.Baker & Loo, Kew Bull. 59: 65 (2004).
- Hydriastele macrospadix (Burret) W.J.Baker & Loo, Kew Bull. 59: 65 (2004).
- Hydriastele manusii (Essig) W.J.Baker & Loo, Kew Bull. 59: 65 (2004).
- Hydriastele mayrii (Burret) W.J.Baker & Loo, Kew Bull. 59: 65 (2004).
- Hydriastele micrantha (Burret) W.J.Baker & Loo, Kew Bull. 59: 65 (2004).
- Hydriastele microcarpa (Scheff.) W.J.Baker & Loo, Kew Bull. 59: 65 (2004).
- Hydriastele microspadix (Warb. ex K.Schum. & Lauterb.) Burret, Notizbl. Bot. Gart. Berlin-Dahlem 13: 484 (1937).
- Hydriastele moluccana (Becc.) W.J.Baker & Loo, Kew Bull. 59: 66 (2004).
- Hydriastele montana (Becc.) W.J.Baker & Loo, Kew Bull. 59: 66 (2004).
- Hydriastele nannostachys W.J.Baker & Loo, Kew Bull. 59: 66 (2004).
- Hydriastele oxypetala (Burret) W.J.Baker & Loo, Kew Bull. 59: 66 (2004).
- Hydriastele palauensis (Becc.) W.J.Baker & Loo, Kew Bull. 59: 66 (2004).
- Hydriastele pinangoides (Becc.) W.J.Baker & Loo, Kew Bull. 59: 66 (2004).
- Hydriastele pleurocarpa (Burret) W.J.Baker & Loo, Kew Bull. 59: 67 (2004).
- Hydriastele procera (Blume) W.J.Baker & Loo, Kew Bull. 59: 67 (2004).
- Hydriastele ramsayi (Becc.) W.J.Baker & Loo, Kew Bull. 59: 67 (2004).
- Hydriastele rheophytica Dowe & M.D.Ferrero, Palms 44: 195 (2000).
- Hydriastele rhopalocarpa (Becc.) W.J.Baker & Loo, Kew Bull. 59: 67 (2004).
- Hydriastele rostrata Burret, Notizbl. Bot. Gart. Berlin-Dahlem 13: 484 (1937).
- Hydriastele sarasinorum (Burret) W.J.Baker & Loo, Kew Bull. 59: 67 (2004).
- Hydriastele selebica (Becc.) W.J.Baker & Loo, Kew Bull. 59: 67 (2004).
- Hydriastele valida (Essig) W.J.Baker & Loo, Kew Bull. 59: 68 (2004).
- Hydriastele variabilis (Becc.) Burret, Notizbl. Bot. Gart. Berlin-Dahlem 13: 483 (1937).
- Hydriastele vitiensis W.J.Baker & Loo, Kew Bull. 59: 68 (2004).
- Hydriastele wendlandiana (F.Muell.) H.Wendl. & Drude, Linnaea 39: 209 (1875).